# Jawbone
Jawbone és una pel·lícula dramàtica britànica del 2017 dirigida per Thomas Q. Napper i escrita per Johnny Harris. És protagonitzada per Johnny Harris, Ray Winstone, Ian McShane, Michael Smiley. Es va estrenar el 12 de maig de 2017 per Vertigo Films. Ha estat subtitulada al català.

## Repartiment
- Johnny Harris com a Jimmy McCabe
- Ray Winstone com a William Carney
- Ian McShane com a Joe Padgett
- Michael Smiley com a Eddie

## Producció
El rodatge va començar el 29 de febrer de 2016, a Birmingham i Stoke-on-Trent.

## Crítica
A Rotten Tomatoes, la pel·lícula té una puntuació d'aprovació del 96% basada en 27 crítiques, amb una valoració mitjana de 7,23/10.
Wendy Ide de The Guardian li va donar un 4 sobre 5 i va escriure: "La trajectòria familiar de la pel·lícula de boxa no disminueix la força contundent d'aquesta història de desfavorits".